# Roger Roch
Roger Maurice Ghislain Marie Edmond Roch (Haine-Saint-Pierre, 3 oktober 1896 - La Louvière, 27 april 1987) was een Belgisch senator.

## Levensloop
Roch promoveerde tot doctor in de rechten aan de ULB en vestigde zich als advocaat in La Louvière.
Gedurende enkele weken, van 4 tot 27 juni 1950, was Roch BSP-senator voor het arrondissement Bergen-Zinnik.
Van 1958 tot 1964 was hij gemeenteraadslid en schepen van La Louvière.